# Tringa
Tringa là một chi chim trong họ Scolopacidae.
Các loài trong chi này chú yếu là các loài chim nước ngọt, thường với đôi chân màu sắc rực rỡ. Chúng thường gắn liền với các vùng ôn đới Bắc bán cầu để sinh sản. Một số trong nhóm này - đặc biệt là các choắt bụng trắng - làm tổ trên cây, bằng cách sử dụng tổ cũ của các loài chim khác, thường chim hoét.
Tringa semipalmata và Tringa brevipes, Tringa incana đã được tìm thấy là thuộc trong chi Tringa; những thay đổi này chi được chính thức thông qua bởi Liên minh các nhà điểu cầm học Mỹ vào năm 2006.

## Các loài
- Tringa brevipes
- Tringa erythropus
- Tringa flavipes
- Tringa glareola
- Tringa guttifer
- Tringa incana
- Tringa melanoleuca
- Tringa nebularia
- Tringa ochropus
- Tringa semipalmata
- Tringa solitaria
- Tringa stagnatilis
- Tringa totanus